# Мавролик (лунный кратер)
Кратер Мавролик (лат. Maurolycus) — большой древний ударный кратер в юго-восточной материковой области видимой стороны Луны. Название присвоено в честь итальянского математика, физика и астронома Франческо Мавролико (1494—1575) и утверждено Международным астрономическим союзом в 1935 г. Образование кратера относится к нектарскому периоду.

## Описание кратера
Ближайшими соседями кратера являются кратеры Фарадей и Штефлер на западе; кратер Гемма-Фризий на севере; кратер Бух на северо-востоке; кратер Бароцци на юго-востоке и кратер Клеро на юге. Селенографические координаты центра кратера 41°46′ ю. ш. 13°55′ в. д. / 41,77° ю. ш. 13,92° в. д., диаметр 115,4 км, глубина 4730 м.
Кратер Мавролик имеет полигональную форму и значительно разрушен за длительное время своего существования. Высокий вал несколько сглажен, южная часть вала перекрыта сателлитным кратером Мавролик A (см. ниже), северо-западная часть вала перекрыта группой кратеров, высота южной части вала несколько меньше по сравнению с остальным периметром. По восточной части внешнего склона вала тянется извилистая долина. Внутренний склон террасовидной структуры, особенно ярко выраженной в восточной части. Высота вала над окружающей местностью достигает 1560 м, объем кратера составляет приблизительно 13400 км³.  Дно чаши сравнительно ровное за исключением пересеченной северо-западной части, которая видимо покрыта породами выброшенными при образовании соседних кратеров. Немного южнее центра чаши расположены два приметных небольших кратера – сателлитные кратеры Мавролик L и Мавролик J. В центре чаши расположена группа центральных пиков состоящих из анортозита (A).

## Сателлитные кратеры
| Мавролик | Координаты                                            | Диаметр, км |
| -------- | ----------------------------------------------------- | ----------- |
| A        | 43°34′ ю. ш. 14°08′ в. д. / 43,56° ю. ш. 14,14° в. д. | 15,1        |
| B        | 40°20′ ю. ш. 11°44′ в. д. / 40,34° ю. ш. 11,74° в. д. | 12,0        |
| C        | 38°43′ ю. ш. 10°46′ в. д. / 38,71° ю. ш. 10,76° в. д. | 8,0         |
| D        | 39°11′ ю. ш. 13°11′ в. д. / 39,18° ю. ш. 13,19° в. д. | 43,9        |
| E        | 38°26′ ю. ш. 9°43′ в. д. / 38,43° ю. ш. 9,71° в. д.   | 5,7         |
| F        | 40°40′ ю. ш. 12°13′ в. д. / 40,66° ю. ш. 12,22° в. д. | 25,0        |
| G        | 44°31′ ю. ш. 11°31′ в. д. / 44,51° ю. ш. 11,51° в. д. | 7,0         |
| H        | 38°18′ ю. ш. 10°23′ в. д. / 38,3° ю. ш. 10,39° в. д.  | 7,4         |
| J        | 42°34′ ю. ш. 13°56′ в. д. / 42,57° ю. ш. 13,94° в. д. | 8,8         |
| K        | 39°59′ ю. ш. 12°40′ в. д. / 39,99° ю. ш. 12,66° в. д. | 7,7         |
| L        | 42°07′ ю. ш. 14°26′ в. д. / 42,11° ю. ш. 14,44° в. д. | 5,8         |
| M        | 41°56′ ю. ш. 12°32′ в. д. / 41,94° ю. ш. 12,53° в. д. | 10,6        |
| N        | 41°05′ ю. ш. 14°01′ в. д. / 41,08° ю. ш. 14,02° в. д. | 7,2         |
| P        | 38°08′ ю. ш. 12°41′ в. д. / 38,13° ю. ш. 12,69° в. д. | 4,0         |
| R        | 40°55′ ю. ш. 16°13′ в. д. / 40,91° ю. ш. 16,22° в. д. | 4,5         |
| S        | 42°05′ ю. ш. 17°01′ в. д. / 42,08° ю. ш. 17,01° в. д. | 6,4         |
| T        | 41°20′ ю. ш. 11°25′ в. д. / 41,34° ю. ш. 11,42° в. д. | 9,6         |
| W        | 42°52′ ю. ш. 15°09′ в. д. / 42,86° ю. ш. 15,15° в. д. | 4,1         |

- В районе сателлитных кратеров Мавролик A и Мавролик F имеются области темных пород.

## См.также
- Список кратеров на Луне
- Лунный кратер
- Морфологический каталог кратеров Луны
- Планетная номенклатура
- Селенография
- Минералогия Луны
- Геология Луны
- Поздняя тяжёлая бомбардировка